# Подстановка Пайерлса
Подстановка Пайерлса — метод адиабатического приближения для уравнений квантовой механики с быстро меняющимися электрическими потенциалами и слабыми магнитными полями. Названа в честь Рудольфа Пайерлса и является широко используемым приближением для описания сильно связанных электронов в присутствии медленно меняющегося магнитного векторного потенциала.
При наличии внешнего магнитношл поля с векторным потенциалом {\displaystyle \mathbf {A} }, операторы трансляции в двумерной решётке, которые образуют кинетическую часть гамильтониана в рамках сильной связи, записываются в координатном представлении в виде
{\displaystyle \mathbf {T} _{x}=|m+1,n\rangle \langle m,n|e^{i\theta _{m,n}^{x}},\quad \mathbf {T} _{y}=|m,n+1\rangle \langle m,n|e^{i\theta _{m,n}^{y}}}
и рамках операторов вторичного квантования
{\displaystyle \mathbf {T} _{x}={\boldsymbol {\psi }}_{m+1,n}^{\dagger }{\boldsymbol {\psi }}_{m,n}e^{i\theta _{m,n}^{x}},\quad \mathbf {T} _{y}={\boldsymbol {\psi }}_{m,n+1}^{\dagger }{\boldsymbol {\psi }}_{m,n}e^{i\theta _{m,n}^{y}}.}
Фазы определяются как интегралы
{\displaystyle \theta _{m,n}^{x}={\frac {q}{\hbar }}\int _{m}^{m+1}A_{x}(x,n){\text{d}}x,\quad \theta _{m,n}^{y}={\frac {q}{\hbar }}\int _{n}^{n+1}A_{y}(m,y){\text{d}}y.}

## Свойства
Число квантов магнитного потока через ячейку (плакетку) {\displaystyle \phi _{mn}} связано с ротором решётки фазового множителя, {\displaystyle {\begin{aligned}{\boldsymbol {\nabla }}\times \theta _{m,n}&=\Delta _{x}\theta _{m,n}^{y}-\Delta _{y}\theta _{m,n}^{x}=\left(\theta _{m+1,n}^{y}-\theta _{m,n}^{y}-\theta _{m,n+1}^{x}+\theta _{m,n}^{x}\right)\\&={\frac {q}{\hbar }}\int _{\text{unit cell}}\mathbf {A} \cdot {\text{d}}\mathbf {l} =2\pi {\frac {q}{h}}\int \mathbf {B} \cdot {\text{d}}\mathbf {s} =2\pi \phi _{m,n}\end{aligned}}} а полный поток через решётку равен сумме {\textstyle \Phi =\Phi _{0}\sum _{m,n}\phi _{m,n}} с {\displaystyle \Phi _{0}=hc/e} квант магнитного потока в гауссовых единицах.
Поток через ячейку {\displaystyle \phi _{mn}} связан с накопленной фазой состояния для одной частицы, {\displaystyle |\psi \rangle ={\boldsymbol {\psi }}_{i,j}|0\rangle } при обходе вокруг плакетки:
{\displaystyle {\begin{aligned}\mathbf {T} _{y}^{\dagger }\mathbf {T} _{x}^{\dagger }\mathbf {T} _{y}\mathbf {T} _{x}|\psi \rangle &=\mathbf {T} _{y}^{\dagger }\mathbf {T} _{x}^{\dagger }\mathbf {T} _{y}|i+1,j\rangle e^{i\theta _{i,j}^{x}}=\mathbf {T} _{y}^{\dagger }\mathbf {T} _{x}^{\dagger }|i+1,j+1\rangle e^{i\left(\theta _{i,j}^{x}+\theta _{i+1,j}^{y}\right)}\\&=\mathbf {T} _{y}^{\dagger }|i,j+1\rangle e^{i\left(\theta _{i,j}^{x}+\theta _{i+1,j}^{y}-\theta _{i,j+1}^{x}\right)}=|i,j\rangle e^{i\left(\theta _{i,j}^{x}+\theta _{i+1,j}^{y}-\theta _{i,j+1}^{x}-\theta _{i,j}^{y}\right)}=|i,j\rangle e^{i2\pi \phi _{m,n}}.\end{aligned}}}

## Описание
Здесь приводится три вывода подстановки Пайерлса, каждый из которых основан на различных формулировках квантовой механики.

### Аксиоматический подход
Простой вывод подстановки Пайерлса, основан на Фейнмановских лекциях. Этот вывод постулирует, что магнитные поля включены в модель сильной связи путём добавления фазы к туннельным матричным элементам t, которые задают амплитуду перехода электрона на соседний атом. Этот подход согласуется с гамильтонианом в длинноволновом приближении, когда длина волны много больше размера ячейки. Отправной точкой является гамильтониан Хофштадтера:
{\displaystyle H_{0}=\sum _{m,n}{\bigg (}-te^{i\theta _{m,n}^{x}}\vert m\!+\!a,n\rangle \langle m,n\vert -te^{i\theta _{m,n}^{y}}\vert m,n\!+\!a\rangle \langle m,n\vert -\epsilon _{0}\vert m,n\rangle \langle m,n\vert {\bigg )}+{\text{h.c}}.}
Оператор перехода {\displaystyle \vert m+1\rangle \langle m\vert } можно явно записать с использованием генератора трансляции, то есть оператора импульса. В рамках этого представления его легко расширить до второго порядка теории возмущений,
{\displaystyle \vert m\!+\!a\rangle \langle m\vert =\exp {{\bigg (}\!-\!{\frac {i\mathbf {p} _{x}a}{\hbar }}{\bigg )}}\vert m\rangle \langle m\vert =\left(1-{\frac {i\mathbf {p} _{x}}{\hbar }}a-{\frac {\mathbf {p} _{x}^{2}}{2\hbar ^{2}}}a^{2}+{\mathcal {O}}(a^{3})\right)\vert m\rangle \langle m\vert }
и в двумерной решётке {\displaystyle \vert m\!+\!a\rangle \langle m\vert \longrightarrow \vert m\!+\!a,n\rangle \langle m,n\vert }. Разлагая до второго порядка фазовые множители, и предполагая, что векторный потенциал не меняется существенно на одном шаге решётки (который считается малым)
{\displaystyle {\begin{aligned}e^{i\theta }&=1+i\theta -{\frac {1}{2}}\theta ^{2}+{\mathcal {O}}(\theta ^{3}),\\\theta &\approx {\frac {aqA_{x}}{\hbar }},\\e^{i\theta }&=1+{\frac {iaqA_{x}}{\hbar }}-{\frac {a^{2}q^{2}A_{x}^{2}}{2\hbar ^{2}}}+{\mathcal {O}}(a^{3}).\end{aligned}}}
Подстановка этих ращложенией в соответствующую часть гамильтониана даёт
{\displaystyle {\begin{aligned}e^{i\theta }\vert m+a\rangle \langle m\vert +e^{-i\theta }\vert m\rangle \langle m+a\vert &={\bigg (}1+{\frac {iaqA_{x}}{\hbar }}-{\frac {a^{2}q^{2}A_{x}^{2}}{2\hbar ^{2}}}+{\mathcal {O}}(a^{3}){\bigg )}{\bigg (}1-{\frac {i\mathbf {p} _{x}}{\hbar }}a-{\frac {\mathbf {p} _{x}^{2}}{2\hbar ^{2}}}a^{2}+{\mathcal {O}}(a^{3}){\bigg )}\vert m\rangle \langle m\vert +{\text{h.c}}\\&={\bigg (}2-{\frac {\mathbf {p} _{x}^{2}}{\hbar ^{2}}}a^{2}+{\frac {q\lbrace \mathbf {p} _{x},A_{x}\rbrace }{\hbar ^{2}}}a^{2}-{\frac {q^{2}A_{x}^{2}}{\hbar ^{2}}}a^{2}+{\mathcal {O}}(a^{3}){\bigg )}\vert m\rangle \langle m\vert \\&={\bigg (}-{\frac {a^{2}}{\hbar ^{2}}}{\big (}\mathbf {p} _{x}-qA_{x}{\big )}^{2}+2+{\mathcal {O}}(a^{3}){\bigg )}\vert m\rangle \langle m\vert .\end{aligned}}}
Обобщая последний результат на двумерный случай, приходим к гамильтониану Хофштадтера в длинноволновом пределе:
{\displaystyle H_{0}={\frac {1}{2m}}{\big (}\mathbf {p} -q\mathbf {A} {\big )}^{2}+{\tilde {\epsilon _{0}}}}
где эффективная масса {\displaystyle m=\hbar ^{2}/2ta^{2}} и {\displaystyle {\tilde {\epsilon }}_{0}=\epsilon _{0}-4t}.

### Полуклассический подход
Также можнопоказать что фазрвый множитель Пайерлса возникает из пропагатора для электрона в магнитном поле из-за динамического члена {\displaystyle q\mathbf {v} \cdot \mathbf {A} } врзникающего в лагранжиане. В формализме интеграла по траекториям, который обобщает принцип действия классической механики, амплитуда перехода от атома {\displaystyle j} во в момент временм {\displaystyle t_{j}} на атом {\displaystyle i} в мемент времени {\displaystyle t_{i}} задаётся как
{\displaystyle \langle \mathbf {r} _{i},t_{i}|\mathbf {r} _{j},t_{j}\rangle =\int _{\mathbf {r} (t_{i})}^{\mathbf {r} (t_{j})}{\mathcal {D}}[\mathbf {r} (t)]e^{{\frac {\rm {i}}{\hbar }}{\mathcal {S}}(\mathbf {r} )},}
где оператор интегрирования, {\displaystyle \int _{\mathbf {r} (t_{i})}^{\mathbf {r} (t_{j})}{\mathcal {D}}[\mathbf {r} (t)]} обозначает сумму по всем возможным путям из {\displaystyle \mathbf {r} (t_{i})} к {\displaystyle \mathbf {r} (t_{j})} и {\displaystyle {\mathcal {S}}[\mathbf {r} _{ij}]=\int _{t_{i}}^{t_{j}}L[\mathbf {r} (t),{\dot {\mathbf {r} }}(t),t]\mathrm {d} t} — это классическое действие, представляющее собой функционал, принимающий траекторию в качестве своего аргумента. Здесь используется {\displaystyle \mathbf {r} _{ij}} для обозначения траектории с конечными точками в {\displaystyle r(t_{i}),r(t_{j})}. Лагранжиан системы можно записать в виде
{\displaystyle L=L^{(0)}+q\mathbf {v} \cdot \mathbf {A} ,}
где {\displaystyle L^{(0)}} — лагранжиан без магнитного поля. Соответствующее действие запишется как
{\displaystyle S[\mathbf {r} _{ij}]=S^{(0)}[\mathbf {r} _{ij}]+q\int _{t_{i}}^{t_{j}}dt\left({\frac {{\text{d}}\mathbf {r} }{{\text{d}}t}}\right)\cdot \mathbf {A} =S^{(0)}[\mathbf {r} _{ij}]+q\int _{\mathbf {r} _{ij}}\mathbf {A} \cdot {\text{d}}\mathbf {r} }
Предполагая, что только одна траектория вносит значительный вклад,
{\displaystyle \langle \mathbf {r} _{i},t_{i}|\mathbf {r} _{j},t_{j}\rangle =e^{{\frac {iq}{\hbar }}\int _{\mathbf {r} _{c}}\mathbf {A} \cdot {\text{d}}\mathbf {r} }\int _{\mathbf {r} (t_{i})}^{\mathbf {r} (t_{j})}{\mathcal {D}}[\mathbf {r} (t)]e^{{\frac {\rm {i}}{\hbar }}{\mathcal {S}}^{(0)}[\mathbf {r} ]}}
Тогда, амплитуда перехода электрона, помещённого в магнитное поле, равна амплитуде перехода в отсутствие магнитного поля, умноженной на фазу.

### Другой вывод
Пусть гамильтониан Шрёдингера определяется как
{\displaystyle H={\frac {\mathbf {p} ^{2}}{2m}}+U\left(\mathbf {r} \right),}
где {\displaystyle U\left(\mathbf {r} \right)} потенциальная энергия, обусловленный кристаллической решёткой. Теорема Блоха утверждает, что решение задачи: {\displaystyle H\Psi _{\mathbf {k} }(\mathbf {r} )=E\left(\mathbf {k} \right)\Psi _{\mathbf {k} }(\mathbf {r} )}, следует искать в форме Блоховской волны
{\displaystyle \Psi _{\mathbf {k} }(\mathbf {r} )={\frac {1}{\sqrt {N}}}\sum _{\mathbf {R} }e^{i\mathbf {k} \cdot \mathbf {R} }\phi _{\mathbf {R} }\left(\mathbf {r} \right),}
где {\displaystyle N} — число элементарных ячеек, а {\displaystyle \phi _{\mathbf {R} }} — функции Ванье. Соответствующие собственные значения энергии {\displaystyle E\left(\mathbf {k} \right)}, которые образуют зоныв зависимости от квазиимпульса {\displaystyle \mathbf {k} }, получаются путём вычисления матричных элементов
{\displaystyle E\left(\mathbf {k} \right)=\int d\mathbf {r} \ \Psi _{\mathbf {k} }^{*}(\mathbf {r} )H\Psi _{\mathbf {k} }(\mathbf {r} )={\frac {1}{N}}\sum _{\mathbf {R} \mathbf {R} ^{\prime }}e^{i\mathbf {k} \left(\mathbf {R} ^{\prime }-\mathbf {R} \right)}\int d\mathbf {r} \ \phi _{\mathbf {R} }^{*}\left(\mathbf {r} \right)H\phi _{\mathbf {R} ^{\prime }}\left(\mathbf {r} \right)}
и в конечном итоге зависят от прыжковых интегралов
{\displaystyle t_{12}=-\int d\mathbf {r} \ \phi _{\mathbf {R} _{1}}^{*}\left(\mathbf {r} \right)H\phi _{\mathbf {R} _{2}}\left(\mathbf {r} \right).}
В присутствии магнитного поля гамильтониан изменяется на
{\displaystyle {\tilde {H}}(t)={\frac {\left(\mathbf {p} -q\mathbf {A} (t)\right)^{2}}{2m}}+U\left(\mathbf {r} \right),}
где {\displaystyle q} — заряд частицы. принимая вов нимание изменения функций Ванье на
{\displaystyle {\begin{aligned}{\tilde {\phi }}_{\mathbf {R} }(\mathbf {r} )=e^{i{\frac {q}{\hbar }}\int _{\mathbf {R} }^{\mathbf {r} }\mathbf {A} (\mathbf {r} ',t)\cdot dr'}\phi _{\mathbf {R} }(\mathbf {r} ),\end{aligned}}}
где {\displaystyle \phi _{\mathbf {R} }\equiv {\tilde {\phi }}_{\mathbf {R} }(\mathbf {A} \to 0)}, новые волновые функции Блоха принимают вид
{\displaystyle {\tilde {\Psi }}_{\mathbf {k} }(\mathbf {r} )={\frac {1}{\sqrt {N}}}\sum _{\mathbf {R} }e^{i\mathbf {k} \cdot \mathbf {R} }{\tilde {\phi }}_{\mathbf {R} }(\mathbf {r} ),}
которые представляют собой собственные состояния полного гамильтониана в момент времени {\displaystyle t}, с той же энергией, что и прежде. Чтобы увидеть это, сначала используется {\displaystyle \mathbf {p} =-i\hbar \nabla }
{\displaystyle {\begin{aligned}{\tilde {H}}(t){{\tilde {\phi }}_{\mathbf {R} }(\mathbf {r} )}&=\left[{\frac {(\mathbf {p} -q\mathbf {A} (\mathbf {r} ,t))^{2}}{2m}}+U(\mathbf {r} )\right]e^{i{\frac {q}{\hbar }}\int _{\mathbf {R} }^{\mathbf {r} }\mathbf {A} (\mathbf {r} ',t)\cdot d\mathbf {r} '}\phi _{\mathbf {R} }(\mathbf {r} )\\&=e^{i{\frac {q}{\hbar }}\int _{\mathbf {R} }^{\mathbf {r} }A(\mathbf {r} ',t)\cdot d\mathbf {r} '}\left[{\frac {(\mathbf {p} -q\mathbf {A} (\mathbf {r} ,t)+q\mathbf {A} (\mathbf {r} ,t))^{2}}{2m}}+U(\mathbf {r} )\right]\phi _{\mathbf {R} }(\mathbf {r} )\\&=e^{i{\frac {q}{\hbar }}\int _{\mathbf {R} }^{\mathbf {r} }A(\mathbf {r} ',t)\cdot d\mathbf {r} '}H\phi _{\mathbf {R} }(\mathbf {r} ).\end{aligned}}}
Затем вычисляется прыжковый интеграл в квазиравновесии (предполагая, что векторный потенциал изменяется медленно)
{\displaystyle {\begin{aligned}{\tilde {t}}_{\mathbf {R} \mathbf {R} '}(t)&=-\int d\mathbf {r} \ {\tilde {\phi }}_{\mathbf {R} }^{*}(\mathbf {r} ){\tilde {H}}(t){\tilde {\phi }}_{\mathbf {R} '}(\mathbf {r} )\\&=-\int d\mathbf {r} \ \phi _{\mathbf {R} }^{*}(\mathbf {r} )e^{i{\frac {q}{\hbar }}\left[-\int _{\mathbf {R} }^{\mathbf {r} }\mathbf {A} (\mathbf {r} ',t)\cdot d\mathbf {r} '+\int _{\mathbf {R} '}^{\mathbf {r} }\mathbf {A} (\mathbf {r} ',t)\cdot d\mathbf {r} '\right]}H\phi _{\mathbf {R} '}(\mathbf {r} )\\&=-e^{i{\frac {q}{\hbar }}\int _{\mathbf {R} '}^{\mathbf {R} }\mathbf {A} (\mathbf {r} ',t)\cdot d\mathbf {r} '}\int d\mathbf {r} \ \phi _{\mathbf {R} }^{*}(\mathbf {r} )e^{i{\frac {q}{\hbar }}\Phi _{\mathbf {R} ',\mathbf {r} ,\mathbf {R} }}H\phi _{\mathbf {R} '}(\mathbf {r} ),\end{aligned}}}
где {\displaystyle \Phi _{\mathbf {R} ',\mathbf {r} ,\mathbf {R} }=\oint _{\mathbf {R} '\to \mathbf {r} \to \mathbf {R} \to \mathbf {R} '}\mathbf {A} (\mathbf {r} ',t)\cdot d\mathbf {r} '} — поток через треугольник, создаваемый тремя аргументами. Так как мы предполагаем, {\displaystyle \mathbf {A} (\mathbf {r} ,t)} приблизительно равномерна на масштабе решётки — масштабе, в котором состояния Ванье локализованы на атомах {\displaystyle \mathbf {R} }, то можно приблизительно считать {\displaystyle \Phi _{\mathbf {R} ,\mathbf {r} ,\mathbf {R} '}\approx 0}, что даёт желаемый результат, {\displaystyle {\tilde {t}}_{\mathbf {R} \mathbf {R} '}(t)\approx t_{\mathbf {R} \mathbf {R} '}e^{i{\frac {q}{\hbar }}\int _{\mathbf {R} '}^{\mathbf {R} }\mathbf {A} (\mathbf {r} ',t)\cdot d\mathbf {r} '}.}Таким образом, матричные элементы такие же, как и в случае без магнитного поля, за исключением подобранного фазового множителя, который обозначается как фазовый множитель Пайерлса. Это чрезвычайно удобно, поскольку в этом случае можно использовать одни и те же параметры материала независимо от значения магнитного поля, а учёт соответствующей фазы становится тривиальным с точки зрения вычислений. Для электронов ({\displaystyle q=-e}) это равносильно замене туннельных матричных элементов {\displaystyle t_{ij}} на {\displaystyle t_{ij}e^{-i{\frac {e}{\hbar }}\int _{i}^{j}\mathbf {A} \cdot d\mathbf {l} }}.